# Dasiops anasillus
Dasiops anasillus är en tvåvingeart som beskrevs av Mcalpine 1964. Dasiops anasillus ingår i släktet Dasiops och familjen stjärtflugor.
Artens utbredningsområde är Uganda. Inga underarter finns listade i Catalogue of Life.